# Beauty & Stupid
"Beauty & Stupid" é o sexto single do músico japonês hide, lançado em 12 de agosto de 1996 pela MCA Victor. Alcançou a quarta posição nas paradas da Oricon e foi certificado ouro pela RIAJ em dezembro de 1998. Em 2 de maio de 2007, o single foi relançado com uma capa ligeiramente diferente. Em 4 de agosto de 2010, foi relançado novamente como parte do segundo lançamento em "The Devolution Project", que foi um lançamento dos onze singles originais de hide em vinil de disco de imagem.

## Recepção
Alcançou a quarta posição nas paradas da Oricon Singles Chart e em dezembro de 1998 foi certificado ouro pela Recording Industry Association of Japan.

## Faixas
Todas as faixas escritas e compostas por hide. 
| N.º | Título            | Duração |  |
| 1.  | "Beauty & Stupid" | 4:06    |  |
| 2.  | "Squeeze It!!"    | 2:21    |  |

## Créditos
Créditos de acordo com o encarte do single.
- hide - vocais, guitarra, baixo, produção, arranjo
- Kazuhiko "I.N.A" Inada - coprodução, programação, engenheiro de gravação em "Beauty & Stupid", engenheiro de gravação e mixagem em "Squeeze It!!"
- Joe - bateria em "Beauty & Stupid"
- Eric Westfall - engenheiro de gravação em "Beauty & Stupid"

## Versões cover
A canção "Easy Jesus" da banda liderada por hide, Zilch, tem um riff de guitarra semelhante ao de "Squeeze It!!". "Beauty & Stupid" foi reproduzida por Kiyoharu e Shoji para o álbum tributo a hide de 1999 Hide Tribute Spirits. A faixa-título também foi gravada pela Doppel para o álbum tributo Tribute II -Visual Spirits- e por Diaura no Tribute III -Visual Spirits-, ambos os álbuns lançados em 3 de julho de 2013. Para Tribute VI -Female Spirits-, lançado em 18 de dezembro de 2013, teve um cover de de Kanon Wakeshima.